# Мужчина и женщина: 20 лет спустя
«Мужчина и женщина: 20 лет спустя» (фр. Un homme et une femme: Vingt ans déjà) — французский кинофильм, продолжение знаменитого фильма 1966 года «Мужчина и женщина».

## Сюжет
1986 год. Прошло 20 лет после первой встречи Жана-Луи и Анны — волшебного дня на пляже в Довиле. Герои преуспели в жизни: Анна — известный продюсер, у Жана-Луи — собственный автобизнес. Анна решает поставить фильм о простой собственной истории любви.

## В ролях
- Анук Эме — Анна Готье
- Жан-Луи Трентиньян — Жан-Луи Дюрок
- Эвелин Буи — Франсуаза
- Филипп Леруа (фр.) — профессор Thevenin
- Шарль Жерар — Шарло
- Ришар Берри — Ришар Берри
- Робер Оссейн — Робер Оссейн
- Тьерри Сабин — Тьерри Сабин
- Патрик Пуавр д’Арвор — Патрик Пуавр д’Арвор
- Мари-Софи Л. – Мари-Софи